# CASA (analysecenter)
 For alternative betydninger, se CASA. (Se også artikler, som begynder med CASA)
CASA (Center for Alternativ Samfundsanalyse) er et uafhængigt, tværfagligt og non-profit analysecenter.
CASA blev stiftet i 1986 med det formål, at udarbejde kritiske analyser for de faglige- og sociale organisationer og skabe større viden i befolkningen om sociale, økonomiske og politiske samfundsspørgsmål gennem analyse- og videnarbejde.
Efter et års aktivitet havde centret omkring 100 forskere tilknyttet og et sekretariat med to ansatte. Ved CASAs femårs jubilæum var der 425 forskere og andre samfundsinteresserede som medlemmer.
Blandt stifterne var økonomerne Henning Hansen og Finn Kenneth Hansen. CASA har haft en række personligheder i sin stab og medlemsskare, bl.a. direktør i Pension Danmark, Torben Möger Poulsen, professor Ove Kaj Pedersen, journalisten Knud Vilby og sekretariatsleder i Det Økologiske Råd, Christian Ege.
CASA arbejder med projekter inden for 4 hovedområder: Arbejdsmarkedsforhold, arbejdsmiljø, miljø og sociale forhold.
Siden 1999 har CASA udgivet Social årsrapport, som sætter fokus på det seneste års viden, forskning, debat og politik indenfor det sociale område. Gennem Social Årsrapport og andre kritiske rapporter har forskere og analytikere i CASA deltaget i debatter om arbejdsmarkedsforhold, arbejdsmiljø, miljø og sociale forhold. Centret har taget penible diskussioner op, som flere gange har bragt dem i diskussioner med politikere, offentlige styrelser og forskellige politiske grupperinger.
I 2016 fusionerede CASA med analysebureauet Analyse & Tal og blev i den sammenhæng lagt under deres afdeling for social- og uddannelsesforskning.